# Équipe de France de basket-ball en 2010
L'équipe de France de basket-ball en 2010 dispute le championnat du monde en Turquie.

## Une année en bleu

### La préparation
Le 10 mai, le sélectionneur Vincent Collet annonce une première liste de 31 joueurs susceptibles de participer au Mondial 2010.
Les joueurs retenus sont :
Meneur : Rodrigue Beaubois (Dallas), Aldo Curti (Orléans), Antoine Diot (Le Mans), Aymeric Jeanneau (ASVEL), Abdoulaye M'Baye (Dijon), Tony Parker (San Antonio), Marc-Antoine Pellin (Roanne).
Arrière : Yannick Bokolo (Gravelines), Nando de Colo (Valence), Fabien Causeur (Cholet), Joseph Gomis (Malaga), Edwin Jackson (Rouen), Thomas Larrouquis (Cholet), Mickaël Piétrus (Orlando).
Ailier : Nicolas Batum (Portland), Mamoutou Diarra (Roanne), Boris Diaw (Charlotte), Mickaël Gelabale (Cholet).
Intérieur : Alexis Ajinça (Charlotte), Dounia Issa (Vichy), Alain Koffi (Badalone), Ian Mahinmi (San Antonio), Claude Marquis (Juve Caserta), Adrien Moerman (Orléans), Joakim Noah (Chicago), Johan Petro (Denver), Florent Piétrus (Valence), Kevin Seraphin (Cholet), Ali Traoré (ASVEL), Ronny Turiaf (Golden State), Ludovic Vaty (Orléans).

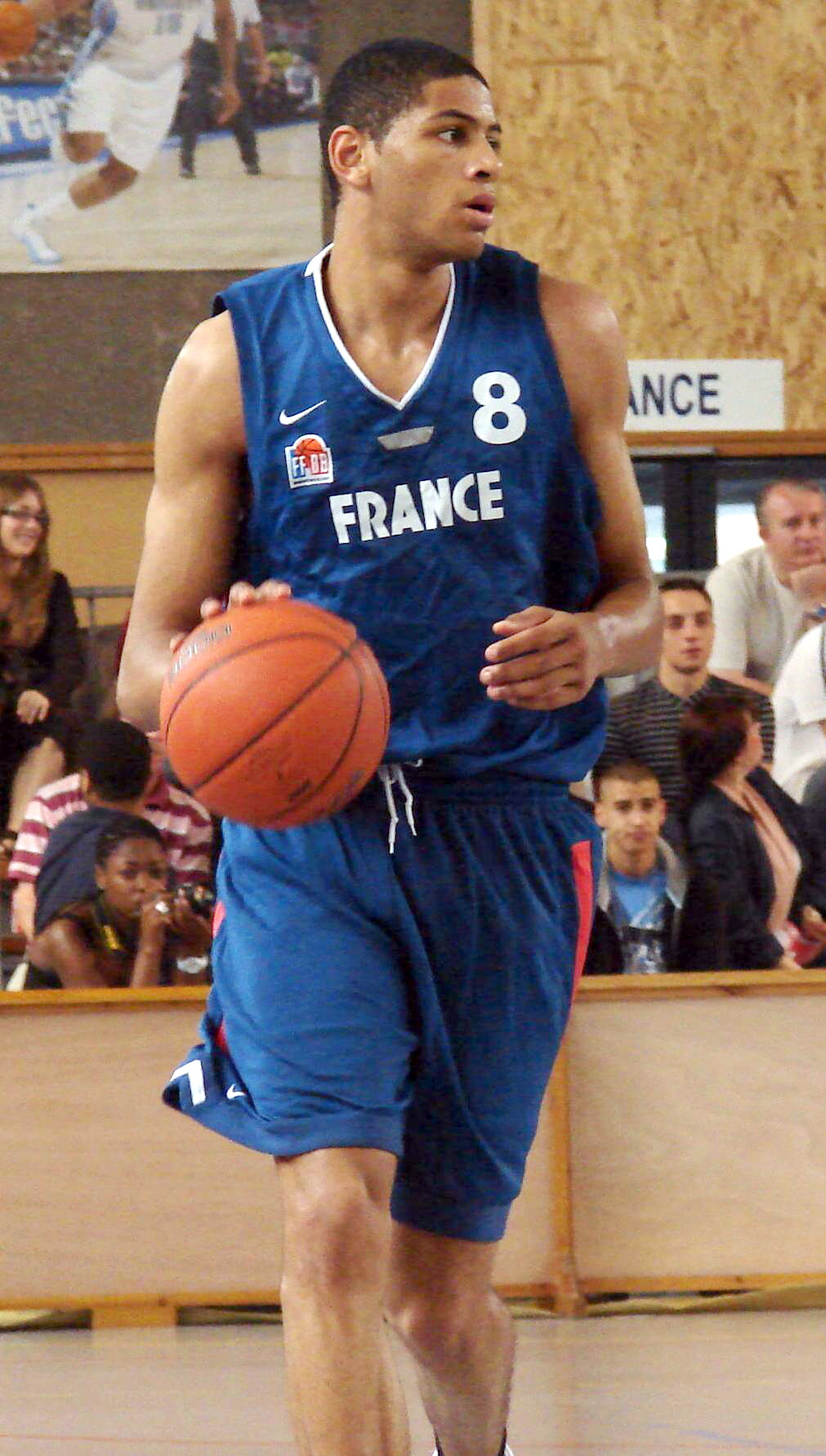
Nicolas Batum (ici en 2007) est un des joueurs NBA à répondre présent.

Quelques jours plus tard, Tony Parker annonce qu'il ne fera pas partie de l'équipe de France en 2010. Après une saison où il a connu de nombreuses blessures, et avec encore une seule année de contrat, il s'est mis d'accord avec les dirigeants de sa franchise. Puis c'est au tour de Ronny Turiaf de déclarer forfait. Il explique sa décision par une blessure au genou gauche qui date de l'été 2009 et qui l'a handicapé toute la saison. Par contre, Nicolas Batum, dont la participation semblait problématique après une saison partielle dans une franchise de Portland accablée par les blessures, déclare sur son blog avoir obtenu l'autorisation de ses propriétaires pour participer au mondial. Le 15 mai, le journal américain Dallas Morning News annonce que Dallas autorise Rodrigue Beaubois à participer au mondial.
Le 19 juillet, le Directeur de l'Équipe de France, Patrick Beesley, annonce officiellement les forfaits d'Antoine Diot et Kevin Séraphin. Diot avait été conservé par Collet dans sa liste malgré une hernie discale car l'entraîneur national espérait un retour plus rapide pour combler l'absence de Parker. Séraphin, victime d'une déchirure au ligament interne en demi-finales du championnat, ne peut également être rétabli suffisamment à temps.
Le premier stage, qui se déroule à Pau, accueille 15 joueurs. Ceux-ci sont Rodrigue Beaubois, Nando de Colo et Yannick Bokolo au poste de meneur, Nicolas Batum, Fabien Causeur, Mickaël Gelabale, Edwin Jackson, Charles Lombahe-Kahudi chez les arrières,  ailiers, et Alexis Ajinça, Boris Diaw, Alain Koffi, Ian Mahinmi, Florent Piétrus, Ali Traoré et Ludovic Vaty chez les intérieurs. Le joueur des Bulls de Chicago Joakim Noah est alors toujours espéré par l'encadrement sportif de l'équipe. Cependant, celui-ci est toujours dans l'attente du débuts des négociations pour la signature de son nouveau contrat. L'entraîneur Vincent Collet annonce que Boris Diaw retrouve un rôle de capitaine, rôle qu'il avait déjà occupé en 2006 et 2007? Florient Piétrus, qui entame sa septième campagne estivale, tout comme Diaw, avec les équipes de France est nommé cocapitaine.
La fin du stage de Pau apporte de nouvelles contrariétés au sélectionneur national. Celui-ci-ci annonce ainsi qu'il ne compte plus sur la venue de Joakim Noah, toujours en négociation de signature de contrat avec sa franchise. Puis c'est Rodrique Beaubois qui doit déclarer forfait pour le mondial: il se blesse au pied, victime d'une fracture du cinquième métatarsien. C'est Andrew Albicy, récent MVP du championnat d'Europe Espoirs où il est également devenu champion d'Europe, qui est appelé à rejoindre les Bleus. Le sélectionneur annonce également que Ludovic Vaty ne poursuit pas la préparation avec les Bleus.
À l'issue des quinze premiers jours de préparation, l'équipe dispute son premier match amical, face à la Tunisie, qui est également qualifiée pour le championnat du monde. À Pau, devant 5 600 spectateurs, les Bleus s'imposent facilement, 77 à 44.
Après deux jours de repos, l'équipe s'envole pour une tournée en Amérique du Nord, avec trois matches au programme. Le 12 août, les Bleus s'inclinent face au Canada, au Air Canada Centre de Toronto, 69 à 58. Le lendemain, sur le même parquet, ils s'inclinent de nouveau face au même adversaire, plus lourdement encore, 85 à 63. Les Bleus s'inclinent pour la troisième rencontre de la tournée nord-américaine lors du match les opposant aux États-Unis sur le score de 86 à 55, dans le cadre prestigieux du Madison Square Garden. Tony Parker, Joakim Noah et Ronny Turiaf, tous trois forfaits, assistent à la rencontre depuis les tribunes. 
De retour dans l'hexagone, les Bleus disputent le tournoi de Villeurbanne, à l'Astroballe, qu'ils démarrent par un succès sur  la Côte d'Ivoire (74 à 66), avant de s'incliner à deux reprises, contre l'Australie (67-66), puis le Brésil (79-66). L'équipe de France achève ainsi sa préparation avec un bilan de 2 victoires pour 5 défaites. À l'issue du tournoi, Vincent Collet annonce sa sélection définitive, dont sont exclus Alexis Ajinça et Charles Lombahe-Kahudi. Le sélectionneur des Bleus fixe comme objectif les quarts-de-finale du championnat du monde.

### Le championnat du monde 2010
Le championnat du monde en Turquie débute le samedi 28 août 2010. La France est dans le groupe D, composé du Canada, de l'Espagne, du Liban, de la Lituanie et de la Nouvelle-Zélande. Elle est opposée lors du premier match au tenant du titre, la Rojã. Les Bleus, plutôt décevants lors des préparations (5 défaites sur 7 matchs), surprennent tout le monde en s'imposant 72 à 66 face à l'un des grands favoris de ces championnats du monde avec les États-Unis. Cette victoire est obtenue sous l'impulsion de Nicolas Batum, 14 points, 2 rebonds et 2 contres,  et du jeune Andrew Albicy, MVP du récent Championnat d'Europe des 20 ans et moins, auteur de 13 points, 3 rebonds et 1 passe en 26 minutes. 
La deuxième rencontre oppose les Bleus au Liban, nation qui a également créée la surprise en battant le Canada lors de la première journée. La France emporte cette rencontre 86 à 59. Après avoir été un temps mené 16 à 11 à la septième minute, les Bleus resserrent la défense pour mener finalement de deux points à l'issue du premier quart temps puis de 14 points à la mi-temps avant que la France fasse un premier écart lors du second quart temps, écart qui est accentué lors du dernier quart. Mickaël Gelabale termine de nouveau meilleur marqueur français. Boris Diaw se contente de 2 points mais capte 5 rebonds et délivre 8 passes. Le secteur intérieur, supposé être la faiblesse de l'équipe de France, marque 31 points dont 17 d'Alain Koffi et 14 d'Ian Mahinmi, ces deux joueurs ajoutant respectivement 5 et 9 rebonds aux 7 de Florent Piétrus.
Après un jour de repos, l'équipe de France reprend la compétition sans Florent Piétrus, blessé à l'adducteur droit. Les Bleus obtiennent leur qualification pour les huitièmes de finale dans la douleur en remportant leur troisième rencontre, disputée face au Canada, sur le score de 68 à 63. Ce match est très serré, les deux premiers quart temps les tiennent à égalité. La France s'appuie sur Nicolas Batum qui établit avec 24 points son record de points avec l'équipe de France.
La France connait une grande réussite à 3 points, 5 sur 6, lors du premier quart-temps de la rencontre l'opposant à la Lituanie ce qui lui permet de terminer celui-ci sur le score de 24 à 11, dont un 11 à 0 pour terminer. Les Lituaniens limitent les Français à 6 points lors du deuxième quart pour atteindre la pause avec seulement six points de retard. Lors du troisième quart, la Lituanie inflige aux Bleus un 28 à 11 ce qui lui permet de passer en tête, tête qu'elle conserve aisément lors de la dernière période qu'elle remporte de nouveau sur le score de 17 à 14 pour porter le score final à 69 à 55.
Les Français retrouvent Florent Piétrus pour le dernier match de poule qui les opposent à la Nouvelle-Zélande. Les Bleus peuvent encore terminer deuxième de leur poule mais également quatrième en cas de défaite de plus de 11 points face à un adversaire qui est également déjà qualifié avant le début de la rencontre.  Après un premier quart-temps terminé sur le score de 20 à 17 en faveur des Bleus, les Tall Blacks réussissent un 22 à 5 lors du second pour atteindre la mi-temps sur le score de 39 à 25. À la 30e minute, les Français sont menés de 15 points. Leur seul objectif est désormais de réduire le score pour éviter la quatrième place du groupe. Ils parviennent à réduire l'écart à moins sept. Mais sur une remise en jeu lors de la dernière minute, Kirk Penney marque un tir à 3 points et obtient un lancer franc supplémentaire à la suite d'une faute de Nicolas Batum. Celui-ci est réussi. Après deux lancers des Bleus, les Néo-Zélandais réussissent un dernier 3 points qui leur donne la victoire de 12 points. Avec cette défaite, les Français doivent affronter la Turquie, qui évolue à domicile, en huitième de finale. Ce résultat a également deux autres conséquences : l'Espagne affronte la Grèce tandis que la Nouvelle-Zélande est opposée à la Russie.
Dans l'antre du Sinan Erdem Dom d'Istanbul, les Bleus ne résistent réellement que dans le premier quart-temps, terminé sur le score de 19 à 14 en faveur des Turcs. Puis ils subissent l'adresse des joueurs turcs, Hedo Turkoglu finissant à 20 points avec un 4 sur 7 à 3 points, mais la défense de zone 1-3-1 que l'entraîneur Bogdan Tanjević utilise beaucoup depuis le début du mondial. L'écart atteint 15 points à la mi-temps, puis un troisième quart-temps à 28-17 donne un écart de 26 points avant l'entame de la dernière période. Lors de celle-ci, les Bleus réduisent l'écart pour terminer à 95 à 77. Vincent Collet profite également des dernières minutes pour accorder un peu de temps de jeu aux joueurs qui n'avaient que très peu joué dans le tournoi, Fabien Causeur et Edwin Jackson.

## Calendrier
| Date                                                   | Lieu         | Adversaire       | Score   | Compétition | Meilleur marqueur (France) |
| ------------------------------------------------------ | ------------ | ---------------- | ------- | ----------- | -------------------------- |
| Stage à Pau (26 juillet au 7 août)                     |              |                  |         |             |                            |
| 7 août 2010                                            | Pau          | Tunisie          | V 77-44 | A           | Nicolas Batum (14)         |
| 12 août 2010                                           | Toronto      | Canada           | D 58-69 | A           | Yannick Bokolo (14)        |
| 13 août 2010                                           | Toronto      | Canada           | D 63-85 | A           | Florent Piétrus (16)       |
| 15 août 2010                                           | New York     | États-Unis       | D 55-86 | A           | Boris Diaw (15)            |
| Stage à Villeurbanne (20 au 21 août)                   |              |                  |         |             |                            |
| Tournoi à Villeurbanne (22 au 24 août)                 |              |                  |         |             |                            |
| 22 août 2010                                           | Villeurbanne | Côte d'Ivoire    | V 74-66 | A           | Nicolas Batum (16)         |
| 23 août 2010                                           | Villeurbanne | Australie        | D 66-67 | A           | Ali Traoré (17)            |
| 24 août 2010                                           | Villeurbanne | Brésil           | D 66-79 | A           | Ali Traoré (16)            |
| Stage à Izmir (26 au 27 août)                          |              |                  |         |             |                            |
| Championnat du monde à Izmir (28 août au 12 septembre) |              |                  |         |             |                            |
| 28 août 2010                                           | Izmir        | Espagne          | V 72-66 | CM          | Mickaël Gelabale (16)      |
| 29 août 2010                                           | Izmir        | Liban            | V 86-59 | CM          | Mickaël Gelabale (18)      |
| 31 août 2010                                           | Izmir        | Canada           | V 68-63 | CM          | Nicolas Batum (24)         |
| 1er septembre 2010                                     | Izmir        | Lituanie         | D 69-55 | CM          | Nicolas Batum (13)         |
| 2 septembre 2010                                       | Izmir        | Nouvelle-Zélande | D 82-70 | CM          | Mickaël Gelabale (19)      |
| 5 septembre 2010                                       | Istanbul     | Turquie          | D 95-77 | CM          | Boris Diaw (21)            |

D : défaite, V : victoire, AP : après prolongation
A : match amical, CM : Mondial 2010

## Joueurs
Équipe de France retenue pour le Mondial 2010 :
| Poste               | Joueur                 | Nombre matchs | Nombre points | Club(s) 2010-2011        |
| ------------------- | ---------------------- | ------------- | ------------- | ------------------------ |
| meneur              | Andrew Albicy          | 10            | 23            | Paris-Levallois          |
| ailier              | Nicolas Batum          | 12            | 137           | Portland Trail Blazers   |
| meneur, arrière     | Yannick Bokolo         | 12            | 78            | BCM Gravelines-Dunkerque |
| arrière, meneur     | Fabien Causeur         | 9             | 14            | Cholet                   |
| meneur, arrière     | Nando de Colo          | 13            | 101           | Valencia Basket Club     |
| ailier, ailier fort | Boris Diaw             | 13            | 100           | Charlotte Bobcats        |
| ailier              | Mickaël Gelabale       | 13            | 97            | ASVEL Lyon-Villeurbanne  |
| arrière             | Edwin Jackson          | 13            | 28            | ASVEL Lyon-Villeurbanne  |
| ailier fort, pivot  | Alain Koffi            | 13            | 83            | Le Mans                  |
| pivot               | Ian Mahinmi            | 11            | 46            | Dallas Mavericks         |
| ailier fort         | Florent Piétrus        | 11            | 55            | Valencia Basket Club     |
| pivot               | Ali Traoré             | 13            | 99            | Virtus Rome              |
| ailier fort, pivot  | Alexis Ajinça          | 4             | 16            | Dallas Mavericks         |
| meneur              | Rodrigue Beaubois      |               |               | Dallas Mavericks         |
| meneur              | Aldo Curti             |               |               | Orléans                  |
| ailier              | Mamoutou Diarra        |               |               | Orléans                  |
| meneur              | Antoine Diot           |               |               | Le Mans                  |
| meneur, arrière     | Joseph Gomis           |               |               | Spirou Charleroi         |
| ailier fort         | Dounia Issa            |               |               | BCM Gravelines-Dunkerque |
| meneur              | Aymeric Jeanneau       |               |               | Strasbourg               |
| arrière, ailier     | Thomas Larrouquis      |               |               | Vichy                    |
| ailier              | Charles Lombahe-Kahudi | 4             | 6             | Le Mans Sarthe Basket    |
| arrière             | Abdoulaye M'Baye       |               |               | Strasbourg               |
| pivot               | Claude Marquis         |               |               | Cholet                   |
| ailier              | Adrien Moerman         |               |               | Orléans                  |
| pivot               | Joakim Noah            |               |               | Chicago Bulls            |
| meneur              | Tony Parker            |               |               | San Antonio Spurs        |
| meneur              | Marc-Antoine Pellin    |               |               | Le Mans Sarthe Basket    |
| Pivot               | Johan Petro            |               |               | New Jersey Nets          |
| arrière, ailier     | Mickaël Piétrus        |               |               | Orlando Magic            |
| intérieur           | Kevin Seraphin         |               |               | Washington Wizards       |
| Ailier Fort         | Ronny Turiaf           |               |               | New York Knicks          |
| pivot               | Ludovic Vaty           |               |               | Orléans                  |

En rouge, joueurs blessés ou non retenus pour le mondial.

## Staff
Entraîneur : Vincent Collet

Assistants : Jacky Commères et Ruddy Nelhomme